# Музей строительства Страсбургского собора
Музей истории строительства собора Нотр-Дам в Страсбурге (иногда музей собора Нотр-Дам; фр. Musée de l'Œuvre Notre-Dame, нем. Frauenhausmuseum) — историко-художественный музей, расположенный в центре города Страсбурга (Эльзас, Франция) на той же самой площади, что и собор. Экспозиция музея посвящена как истории постройки Страсбургского собора (Нотр-Дам), так и истории развития искусства и ремёсел в Эльзасе со времён Средневековья до 1681 года; четыре различные коллекции экспонатов были объединены в 1931 году; музейное здание является историческим памятником.

## История и описание
Музей, посвященный истории строительства собора Нотр-Дам в Страсбурге, ведёт свою историю от коллекции документов и чертежей фонда «Strasbourg Münsterbauhütte» (Fondation de l’Œuvre Notre-Dame), который впервые упоминается в 1281 году как фонд, ответственный за возведение здания. Постепенно коллекция пополнялась: в частности в ней оказались оригиналы церковных скульптур, которые были удалены или повреждены во время Французской революции и позже заменены копиями. Общество по сохранению исторических памятников Эльзаса, основанное в 1855 году, в свою очередь стремилось спасти наиболее ценные компоненты и украшения собора — алтари, статуи, сосуды и гобелены — от разрушения в заброшенных церквях и монастырях региона.
Кроме того, в 1890 году была восстановлена городская коллекция картин, также ориентированная на региональных мастеров. Наконец, в городе существовала коллекция произведений прикладного искусства периода Средневековья, эпохи Возрождения и раннего барокко. Эти четыре коллекции, которые хранились в разных местах, были собраны под одной крышей в 1931 году; в 1956 году — после восстановления от разрушений Второй мировой войны — единый музей был заново открыт, расширив своё собрание. В частности, сегодня в экспозиции представлены многочисленные позднеготические алтари, созданные анонимными мастерами из школы Шонгауэра.